# Чунтул Віталій Манолійович
Віта́лій Мано́лійович Чунтул (8 грудня 1972 — 23 липня 2016) — старший солдат Збройних сил України, учасник російсько-української війни.

## Життєпис
Народився 1972 року в місті Чернівці, закінчив чернівецьку ЗОШ № 16. Працював у складі технічного персоналу в чернівецькій обласній лікарні швидкої допомоги (на ліфті). Часто хворів, сім'ї — крім батьків — не мав.
Влітку перебував в лікарні, після одужання мобілізований 14 серпня 2015 року; старший солдат, оператор-радіотелефоніст розвідувально-спостережного відділення, розвідувальний взвод спостереження 54-го окремого розвідувального батальйону. Брав участь в боях на сході України.
Приїздив у відпустку; через місяць мав демобілізуватися.
23 липня 2016 року вранці загинув під час артилерійського обстрілу терористами поблизу села Гнутове. Тоді ж полягли старші солдати Костянтин Бессараб та Володимир Полохало, солдат В'ячеслав Ковальов.
27 липня 2016-го похований у Чернівцях, Руське кладовище.
Без єдиного сина лишилися батьки.

## Нагороди та вшанування
- Указом Президента України № 345/2016 від 22 серпня 2016 року «за особисту мужність і високий професіоналізм, виявлені у захисті державного суверенітету та територіальної цілісності України, вірність військовій присязі» — нагороджений орденом «За мужність» III ступеня (посмертно)[1].
- нагороджений медаллю «На славу Чернівців» (рішення Чернівецької міської ради, посмертно)
- нагороджений почесним знаком «Маріуполь. Відстояли — Перемогли» (посмертно)
- на вулицях Чернівців були встановлені білборди з фотографіями та словами спомину про героїв антитерористичної операції, зокрема, про Віталія Чунтула
- 20 лютого 2017 року в чернівецькій ЗОШ № 16 відкрито меморіальну дошку Віталію Чунтулу.